# Ivan Cankar
Ivan Cankar (Vrhnika, 10. svibnja 1876. – Ljubljana, 11. prosinca 1918.), slovenski književnik.

## Životopis
Studirao je na Visokoj tehničkoj školi u Beču i potpuno se posvetio književnosti. U slovenskoj književnosti javio se pjesmama i zbirkom Erotika, koja je ozlojedila konzervativne krugove te je ljubljanski biskup Anton Bonaventura Jeglič otkupio cijelu zbirku i dao je spaliti. Jedan je od tvoraca slovenske moderne, u suvremenom političkom životu bio je angažiran kao socijaldemokrat, a njegove političke ideje našle su odraza u svim njegovim djelima. Tematski je obuhvatio sve slojeve slovenskog društva: od seljaka do inteligencije, a stilom varira od neoromantičkog do naturalističkog. Glavne su karakteristike njegovih proza i drama oštra psihološka i sociološka analiza.

## Nepotpun popis djela

### Poezija
- "Erotika", Ljubljana, 1899.

### Proza
- "Vinjete", 1899.
- "Ob zori", Ljubljana, 1903.
- "Križ na gori", 1905.
- "Sluga Jernej i njegovo pravo" (Hlapec Jernej in njegova pravica), 1907.
- "Crtice iz moje mladosti"1999

### Drame
- "Romantične duše", Ljubljana, 1897.
- "Za narodov blagor", Ljubljana, 1901.
- "Kralj na Betajnovi", Ljubljana, 1902.
- "Pohujšanje v dolini Šentflorjanski", Ljubljana, 1907.
- "Hlapci", Ljubljana, 1910.
- "Lepa Vida", 1911.

## Počasti
- U Sarajevu je od 1934. do 1940. djelovalo slovensko društvo „Cankar“ koje je po njemu dobilo ime.[1]

### Članci
- Zovkić, Mato. 2020. Karlo Cankar, Slovenac svećenik u Bosni (1877.-1953.). Vrhbosnensia. Univerzitet u Sarajevu – Katolički bogoslovni fakultet. Sarajevo. 24 (1): 59–101